# Joel Santana
Joel Santana, född 25 december 1948, är en brasiliansk tidigare fotbollsspelare och tränare.
Joel Santana var tränare för det sydafrikanska landslaget 2008–2009.